# Навас-де-Ріофріо
Навас-де-Ріофріо (ісп. Navas de Riofrío) — муніципалітет в Іспанії, у складі автономної спільноти Кастилія-і-Леон, у провінції Сеговія. Населення — 403 особи (2010).
Муніципалітет розташований на відстані близько 60 км на північний захід від Мадрида, 9 км на південь від Сеговії.

## Демографія
Динаміка населення (INE ):